# Enoplolaimus propinquus
Enoplolaimus propinquus är en rundmaskart som beskrevs av De Man 1922. Enoplolaimus propinquus ingår i släktet Enoplolaimus och familjen Enoplidae. Arten är reproducerande i Sverige. Inga underarter finns listade i Catalogue of Life.